# Vienna Vikings
A Vienna Vikings Bécs professzionális osztályú amerikaifutball-csapata, a második ELF-győztes csapat.

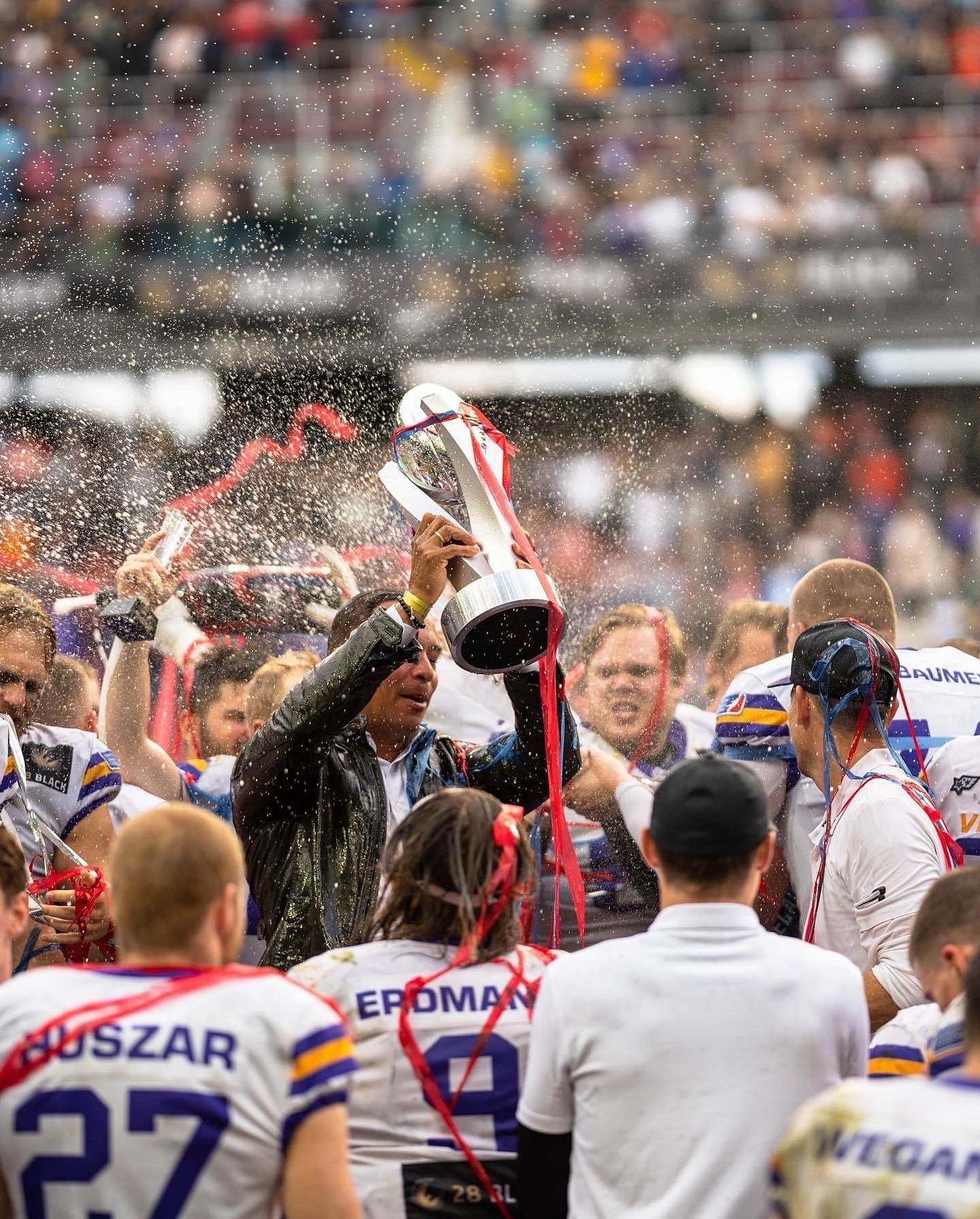
Az ELF-bajnoki trófeával 2022-ben

## Története
A klubot 1983 októberében alapították a Vienna Ramblocks csapatából kivált játékosok. Első osztrák döntőjüket három évvel később, a II. Austrian Bowl-on játszották, első bajnoki címüket 1994-ben szerezték meg. A csapat azóta az AFL legsikeresebb klubjává vált, összesen 28-szor jutottak döntőbe, ahol 15 bajnoki címet gyűjtöttek be. A klub emellett az európai amatőr amerikai futball egyik meghatározó tagjává vált, 2004 és 2007 között zsinórban négy alkalommal nyerte meg a Eurobowl-t, összesen ötszörös európai bajnok. 2014 és 2016 között a BIG6 résztvevője.
A sikeres klub 2022-ben csatlakozott régi riválisával, a Tirol Raiders csapatával együtt a European League of Football küzdelmeibe, melyet az első évben meg is nyert.
A klubnak női együttese is van, mely 2003 óta minden évben osztrák bajnoki címet szerzett, és egy időben a Budapest Wolves Ladies legnagyobb riválisa volt.

## Sikerek
- ELF bajnok: 1 (2022)
- Eurobowl-győztes: 5 (2004–2007, 2013)
- Osztrák bajnok: 15 alkalommal (1994, 1996, 1999–2003, 2005, 2007, 2009, 2012–2014, 2017, 2020)

## Eredményei az ELF-ben
| Év   | Alapszakasz-helyezés    | Eredmény a rájátszásban |
| ---- | ----------------------- | ----------------------- |
| 2022 | Középső csoport 1. hely | Bajnok                  |
| 2023 | Keleti csoport 1. hely  | Elődöntő vereség        |
| 2024 | Keleti csoport 1. hely  | Döntő vereség           |

## Lásd még
- European League of Football

## Külső hivatkozások
- Vienna Vikings hivatalos oldal